# Mediabase
Mediabase es una industria de la música que ofrece servicios de monitoreo de estaciones de radio que usualmente se transmiten en Estados Unidos y Canadá. Mediabase pública listas de música y bases de datos que regularmente son las canciones más pedidas por radio terrestre o radio satelital, y provee herramientas para la radio y para las grabaciones profesionales. Las listas de canciones de Mediabase son usualmente la referencia para muchos programas de la televisión y premios de música. Las listas de música son publicadas tanto local como internacionalmente así como en periódicos y publicaciones comerciales. Mediabase es una división de iHeartMedia.

## Historia
Mediabase fue fundada en 1985 por Nancy y Rich Deitemeyer (aka: Rich Meyer). Originalmente se conocía como Mediascan, se decidió cambiar el nombre en 1987 por Mediabase. Mediabase se convirtió en la primera industria de la música que ponía música al aire. Después Mediabase fue comprada por un grupo privado que se basaba en Detroit, Míchigan, después fue adquirida por California-basado Premiere Radio Networks, Jacor Communications, Clear Channel Communications, y por último, Bain Capital.
En enero de 1988, Mediabase comenzó a publicar en una revista llamada Monday Morning Replay, la cual ofrece una lista de canciones monitoreando el top 35 del mercado de radio de Estados Unidos. Después se expandió para cubrir más mercado en Estados Unidos y Canadá. En 1992, Mediabase se movió a la entrega por disco de datos. En 1997, Mediabase cambió su producto a Internet. Al paso de los años, Mediabase comenzó a cambiar sus datos a un gran número de tratados business-to-business (B-to-B) publicaciones como Radio & Records, Network Magazine Group, Gavin, Hits, All Access.com, y Friday Morning Quarterback. Las listas de Mediabase comenzaron a aparecer cada Martes en USA Today's en la sección de vida. Sirve como la lista oficial de USA Today, de American Music Awards (aka: the AMA) (ABC), y un número de programa, tales como American Top 40 con Ryan Seacrest.

## Datos y gráficas
Mediabase produce listas de canciones y análisis en más de dos docenas de formatos de radio que se basan en el seguimiento de 1,800 estaciones de radio en Estados Unidos y Canadá. Además Mediabase monitorea formatos en HD, canales de video y radio satelital.
Las listas publicadas son usualmente usadas en empresas y en los sitios webs de los consumidores los cuales incluyen a USA Today, AllAccess, Friday Morning Quarterback, Country Aircheck, y Hits Daily Double.
Los ejecutivos de la industria del entretenimiento y de la música tienen acceso a fondo de las listas y análisis a través del acceso exclusivo B-to-B.
Mediabase también opera y es dueño de Rate the Music, un servicio que permite al consumidor calificar la música en una escala del 1 al 5 y permite decir si ya están cansados de escuchar alguna canción en la radio o alguna industria discográfica.

## Lo que se usa para la programación en la radio

### Countdown
Las listas de Mediabase son una fuente para los siguientes programas de radio:
- American Top 40 con Ryan Seacrest (Top 40 and Hot AC shows).
- Bob Kingsley's Country Top 40
- Country Countdown USA con Lon Helton
- American Country Countdown con Kix Brooks
- Crook & Chase Country Countdown
- Nikki Sixx Active Rock and Alternative Radio Countdowns
- SiriusXM Hits 1 Weekend Countdown
- Smooth Jazz Top 20 Countdown with Allen Kepler

### Otros
Mediabase es también la primera herramienta de programación para los programas de su dictados nacionales como Open House Party con John Garabedian, After Midnite, and Nighttime with Delilah.

## Datos y descripción detallada

### Radio en Estados Unidos

#### Formatos de monitoreo
- Mainstream adult contemporary
- Hot adult contemporary
- Mainstream top 40
- Rhythmic top 40
- Urban
- Urban adult contemporary
- Country
- Alternative rock
- Active rock
- Mainstream rock
- Adult alternative
- Rhythmic adult contemporary
- Adult hits
- Dance
- Classic rock
- Smooth jazz
- Christian
- Classic hits
- Gospel
- Regional Mexican
- Spanish contemporary
- Tropical
- Christmas (seasonal)

### Radio de Canadá
- Top 40
- Hot Adult Contemporary
- Adult Contemporary
- Country
- Active Rock
- Alternative

## Otros links
- Sitio web oficial
- Mediabase Daily Updates en Facebook
- USA Today — weekly charts by format
- AllAccess.com (registration required)

- Datos: Q6806006